# Leptura fisheriana
Leptura fisheriana är en skalbaggsart som beskrevs av J. Linsley Gressitt 1938. Leptura fisheriana ingår i släktet Leptura och familjen långhorningar. Inga underarter finns listade i Catalogue of Life.